# 後宮信太郎
後宮信太郎（日语：／ Ushiroku Shintarō，1873年6月17日—1960年5月4日），日本企業家，出身於日本京都府北桑田郡神吉村（今京都府船井郡八木町神吉）。曾擔任過臺灣總督府評議員、臺灣商工會議所會頭與臺北商工會議所會頭，以及後宮合名、東邦人造纖維、高砂麥酒、臺灣煉瓦、北投窯業（1918年成立）、臺灣瓦斯、南日本汽船、東海自動車運輸、新興化工、國產羊毛、臺灣製紙等公司的社長，此外他還是其他十多間公司的董事。

## 生平
後宮信太郎的父親後宮力是位地主，但所擁有的土地因後宮信太郎在京都做木材生意失敗而賠掉。當時後宮信太郎還在就讀京都同志社大學，也因家境受影響而退學。後他來先後進入兩家貿易公司工作，在明治二十七年（1894年）時還前往朝鮮做買賣雜貨的生意，但後來覺得沒有大生意的機會，不到一年便回國了。
在那之後他在明治二十八年（1895年）9月18日時來臺，在家鄉人士高木文平介紹下，靠著當時大阪府議會議員近藤西祿之弟近藤喜衛門的幫助進入臺灣總督府御用雜貨商「共同商行」工作，後來又進入鮫島盛所開的「鮫島商行」工作。然而在明治二十九年（1896年）因淡水河洪水導致臺北鬧起鼠疫，後宮信太郎便回日本去並結婚，等恢復健康後才返回臺灣，做起販賣神戶牛肉的生意，但因民情不同等因素而失敗。之後因鮫島盛的邀請，在明治三十一年（1898年）回到鮫島商行工作。
當鮫島盛病逝後（1901年），因其子鮫島廣無意繼承鮫島商行，他遂以五年的薪水來償還商行兩萬元的資本金，在得到鮫島廣同意後正式繼承鮫島商行，並在大正二年（1913年）將之改組成「台灣煉瓦株式會社」，在煉瓦方面事業有成，而有「煉瓦王」的稱號。
他以削價競爭擊敗黃東茂品質優良的乾式紅磚，於1918年收購黃東茂的錫口機械製磚工廠。
大正十四年（1925年）在臺灣銀行的引介與援助之下，他籌資兩百萬元收購田中組金瓜石礦山礦權，成立金瓜石鑛山株式會社，擔任社長，被諷為「借金王」； 礦山現場則交由原本田中組所長田中清續任及負責。經營方式將金瓜石礦砂賣與佐賀關製煉所，在日本黃金需求增加，金價上漲的趨勢下，總生產耗額由大正十四（1925年）99萬2千1百93圓，至昭和四年（1929年）年達381萬9千4百6圓，足足成長三倍。昭和八年（1933年）4月以二千萬圓高價將礦山開採權售予日本久原財團下的日本礦業株式會社，他成為了千萬富翁而有「金山王」之稱。
昭和二年（1927年）到昭和十四年（1939年）之間，他擔任高砂麥酒株式會社社長。 之後其事業更擴展回日本本土。1940年，配合日軍南進政策，出資設立南方資料館，收集保存南方地區資料。臺灣日治時期結束後，後宮信太朗返回日本並擔任臺灣協會會長，於1960年死於腦溢血。

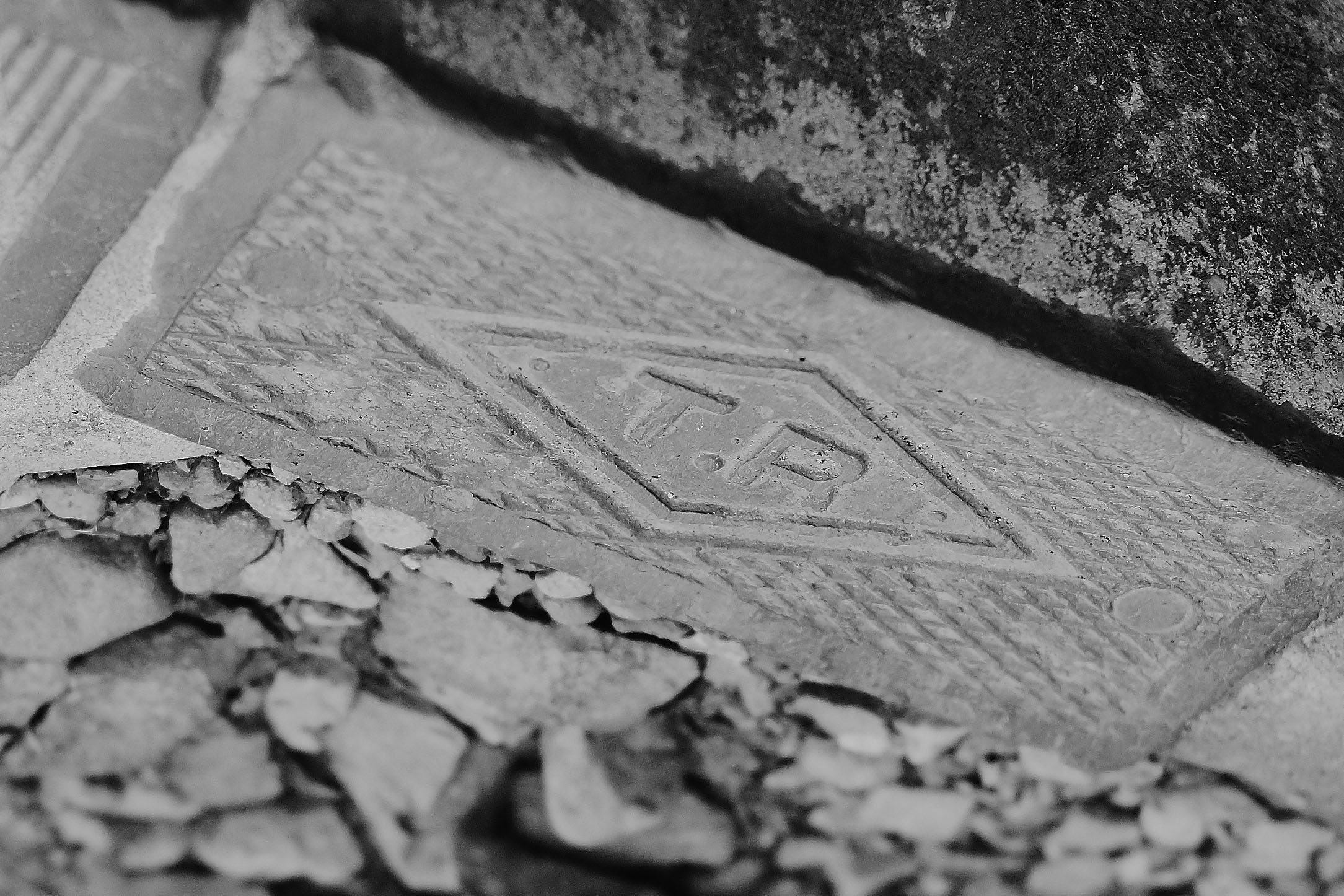
台灣煉瓦T.R磚頭

## 事業經歷

### 企業單位與職稱
臺灣煉瓦株式會社專務取締役社長、臺灣製材株式會社取締役社長、北投窯業株式會社社長、高砂麥酒株式會社取締役社長、臺灣製壜株式會社取締役社長、東邦人造纖維株式會社社長、金瓜石鑛山株式會社社長、金井鑛山株式會社社長、臺灣瓦斯株式會社社長、東海自動車株式會社社長、國產羊毛研究所株式會社社長、臺灣製紙株式會社社長、臺灣貯蓄銀行取締役、臺灣土地建物會社取締役、基隆自動車株式會社取締役、日本拓殖株式會社取締役、大安製糖株式會社取締役、昭和飛行機工業株式會社取締役、滿洲製糖株式會社取締役、臺北共榮株式會社監查役、臺灣肥料株式會社監查役、日本芳釀株式會社監查役、基隆船渠株式會社監查役、臺灣肥料株式會社監查役、臺灣軌道株式會社監查役、東邦炭礦株式會社監查役、臺灣製鹽株式會社監查役、臺北中央市場株式會社監查役、臺灣電力株式會社監事、臺灣鑛業株式會社監查役。

### 公職經歷
臺北州州協議會員、臨時產業調查會委員、臺灣總督府評議會評議會員及委員、臺灣米穀移出管理委員會委員、臺灣重要產業調整委員會委員、臺灣總督府臨時臺灣經濟審議會委員、南方委員會委員。

## 家庭關係
後宮信太郎家中子女共有五男三女，身為長子。 弟弟後宮淳為日本陸軍大將，其姪兒後宮虎郎（後宮淳長子）為日本外交官，曾擔任日本駐大韓民國特命全權大使。
明治二十九年（1896年）結婚，妻子トミ，明治九年（1876年）7月生，其父為京都府人後宮力。養子後宮末男於明治三十一年（1898年）年6月生，曾參與金瓜石礦山株式會社經營。養子後宮武雄於明治四十一年（1908年）6月生，畢業於日本慶應大學理財科。